# Ranchers Bees
El Ranchers Bees FC es un equipo de fútbol de Nigeria que juega en la Liga Nacional de Nigeria, la segunda liga de fútbol más importante del país.

## Historia
Fue fundado en la ciudad de Kaduna con el nombre Defense Industry Corp. Bees (DIC Bees) hasta los años 80s, donde cambiaron de nombre por el que llevan actualmente. Nunca ha sido campeón de la Liga Premier de Nigeria ni ha ganado título alguno en Nigeria.
A nivel internacional ha participado en 1 torneo continental, en la Recopa Africana 1988, en la cual perdió la final contra el CA Bizertin de Túnez.
Descendió en la Temporada 2009-10 al ubicarse en la última posición entre 20 equipos.

## Palmarés
- Campeonato de Clubes del Oeste de África: 1

1989

## Participación en competiciones de la CAF
| Temporada | Torneo          | Ronda            | Club                 | Casa | Visita | Global |
| --------- | --------------- | ---------------- | -------------------- | ---- | ------ | ------ |
| 1988      | Recopa Africana | 1                | Mighty Barrolle      | 4-1  | 1-1    | 5-2    |
| 1988      | Recopa Africana | 2                | ASFAG                | 1-0  | 1-1    | 2-1    |
| 1988      | Recopa Africana | Cuartos de final | Ferroviário da Huíla | 4-2  | 1-1    | 5-3    |
| 1988      | Recopa Africana | Semifinales      | Inter Club           | 2-0  | 0-1    | 2-1    |
| 1988      | Recopa Africana | Final            | CA Bizertin          | 0-0  | 0-1    | 0-1    |

## Jugadores

### Jugadores destacados
- Mozes Adams
- Yakubu Adamu
- Daniel Amokachi
- Aloysius Atuegbu
- Dominic Iorfa
- Emanche Otache
- Peter Nieketien
- Eneji Otekpa
- Abdulrasaq Wuraola
- Fahad Musa Abubakar